# Stamford Bridge (stadion)
A Stamford Bridge London Fulham városrészében, Hammersmith and Fulham kerületben található 19. század végén épült atlétikai pálya, amely 1905 óta a Chelsea FC otthona. A stadiont The Bridge-ként is szokták nevezni a szurkolók körében. Befogadóképessége 42 055 fő, ezzel a Stamford Bridge a hetedik legnagyobb stadion a Premier League-ben, és a legkisebb a Nagy négyes csapatai közt.

## A Stamford Bridge stadion története
A stadion a nevét egy nyugat londoni híd, és annak patakja után kapta, amely közelében fekszik. A Sanford hídról és Stanford Creek nevű patakról van szó,amely nevekből máig sem ismert okokból kialakult a stadion mai neve. Vélhetően, az is befolyásolta a név kialakulását, 1066-ban egy híres Anglia szempontjából igen fontos katonai ütközet volt a norvégok és az angolok között egy York melletti kisvárosnál Stamford Bridge-nél és amelyet az angolok megnyertek: ez volt a Stamford Bridge-i ütközet.
Az eredeti arénát Archibald Leitch tervezte .A Stamford Bridge pálya 1870-es években nyitott meg, egészen pontosan 1877. április 28-án, de az első 28 évében szinte kizárólag atlétikai versenyek lebonyolítására, illetve edzésre használta a London Athletic Club. 

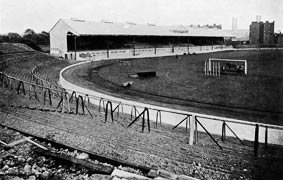
A Stamford Bridge 1905-ben

1904-ben azonban a H A (Gus) Mears és testvére J T Mears megvásárolták az atlétikai pályát, futballcsapat alapítása céljából átalakították. A stadiont eredetileg a Fulham FC számára ajánlották fel, de ők visszautasították a lehetőséget . Így adódhatott az, hogy a frissen megalakuló Chelsea FC kapta a stadion használati jogát.
Az első komolyabb építkezésig egészen az 1930-as évekig kellett várni, amikor megépítették a híres Shed End-et. A fennmaradt dokumentumok szerint érdekes látványt nyújtott teteje, mely majdnem szabadon hagyta a lelátó nagy részét.A hatvanas évektől kezdve a Shed lett a kemény mag helye itt született a legtöbb ma is ismert szurkolói dal. Nevének jelentése: pajta, istálló, a név eredete ismeretlen. A Shed End-et 1994. május 7-én rendezett, Sheffield United elleni meccs után átépítették.
A második nagyobb építkezés North Stand volt amelyet 1939-ben építettek, és mivel teljesen más stílusban építették nagyon elütött a lelátó többi részétől. Később, 1975-ben hozzáfogtak a North Stand modernizálásához . A hatvanas évek közepén a East Stand állóhelyes lelátóját modern , ülőhelyes lelátóvá építették át. Azonban a végső alakját az East Stand a hetvenes években nyeri el amikor is a kor viszonyainak megfelelő ultramodern lelátóvá alakítják át és ma is szinte változatlan formában megtekinthető.
Az utolsó átépítés a kilencvenes években történt, amikor is Angliában stadionrekonstrukciós program keretein belül– az összes állóhelyet fel kellett számolni az arénákban. Így ért véget a Shed End,és a North Stand története is. A stadion mai formáját 2001 nyarán nyerte el. Mellette található Chelsea Village szabadidős központ részeként két négycsillagos hotel, öt étterem és több konferenciaterem.

## Jelenlegi lelátók

### Matthew Harding Stand
Férőhely: 10 884
Eredetileg North Stand volt és mint nevéből is látszik a stadion északi részén található. Az 1990-es években keresztelték át Matthew Harding Stand névre, mivel így akartak adózni az 1996. október 22-én helikopter balesetben elhunyt Matthew Harding klubigazgató emlékének. Végső formáját az 1997-1998-as idény során nyerte el.

### East Stand
Férőhely: 10 926

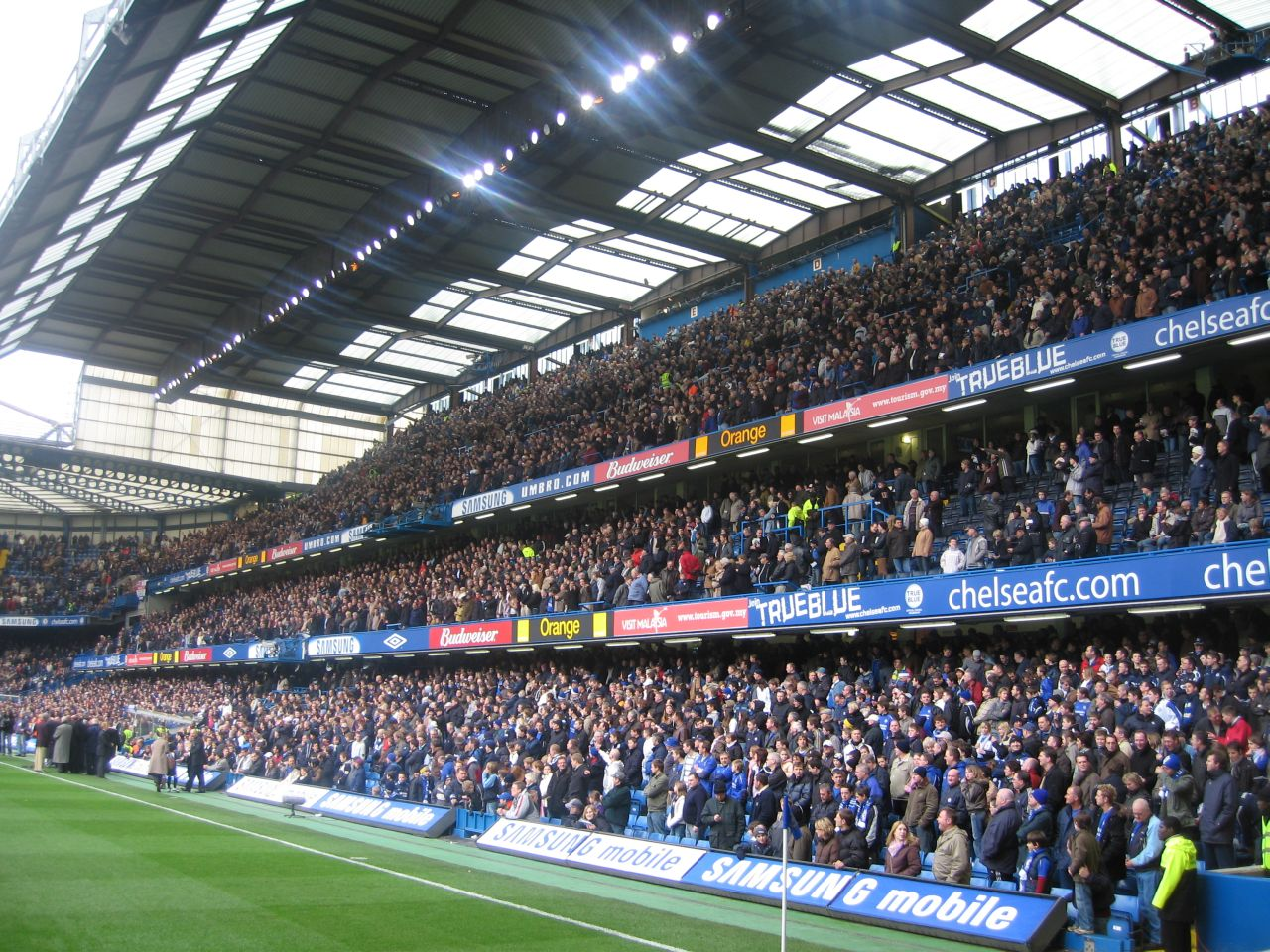
East Stand

A legrégebbi része a stadionnak, a stadion keleti részén fekszik. Korábban ez volt a idegenbeli szurkolók helye, de 2005-2006-os idényben az akkori menedzser José Mourinho kérésére ide helyezik a családtagokat, hogy növeljék a csapatmorált. A lelátó lépcsőzetesen van kialakítva, három „lépcsőből” épül fel. Itt van a stadion szíve, itt találhatóak a kommentátor állások(box), az öltözők, a konferencia termek,és a sajtószoba is. A legfelső lépcsőről az egyik legjobb állítólag a rálátás a pályára.

### Shed End
Férőhely: 6814

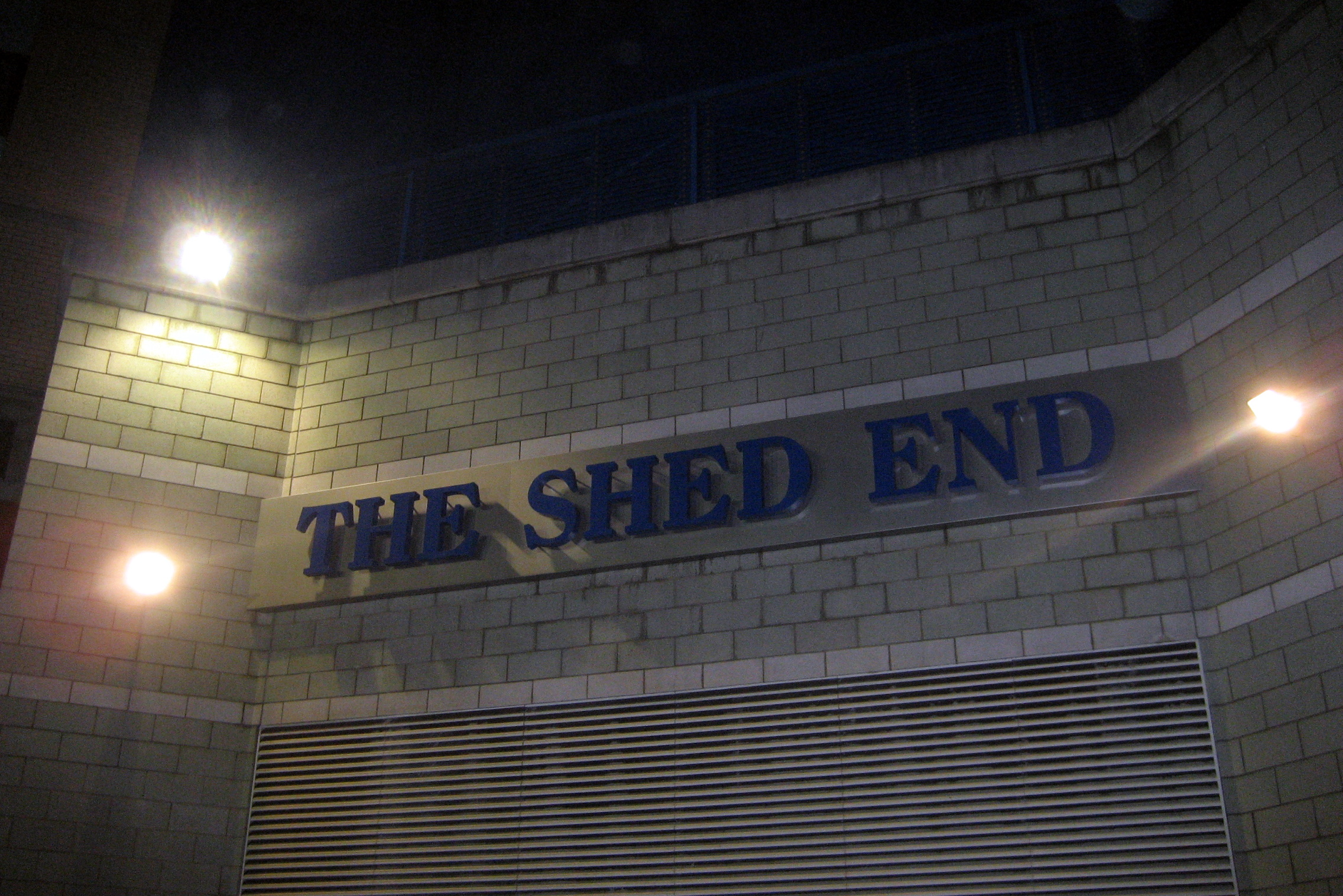
Shed End bejárata

A hírhedt Shed End utódja, a pálya déli oldalánál fekszik. Mai formáját a 90-es években nyerte el.
Ez a lelátó is lépcsőzetesen van kialakítva, de csak két lépcsőből épül fel. Itt található a klub centenáriumi múzeuma, illetve egy emlékfal, ahová az elhunyt szurkolók neveit tüntethetik fel a családtagok.

### West Stand
Férőhely: 13 432

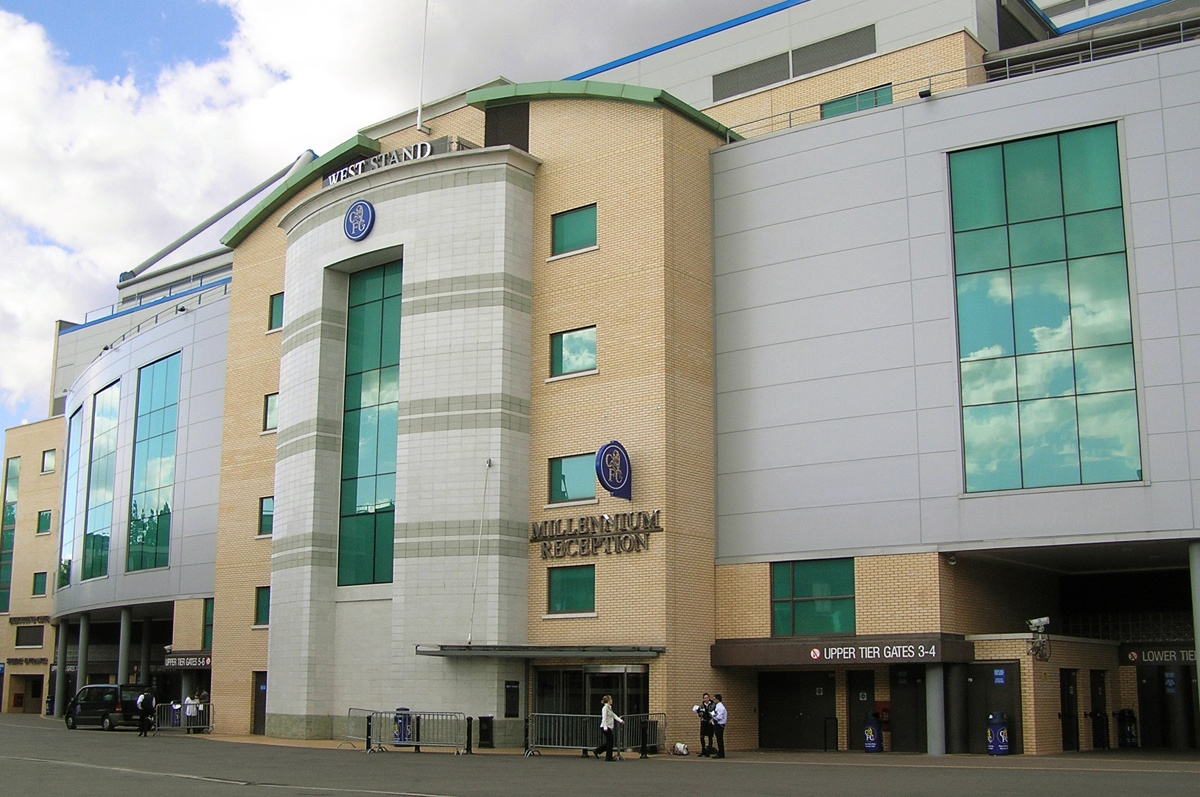
Az új Stamford Bridge-i West Stand -A stadion bejárata.

A pálya nyugati oldalán fekszik, lépcsőzetes felépítésű és ugyancsak három lépcsőt tartalmaz. Emellett itt találhatóak azok az exkluzív boxok, amelyek a legjobban felszereltek a stadionban. A boxok híres Chelsea játékosokról vannak elnevezve:
- Tambling Suite (Bobby Tambling)
- Clarke Suite (Steve Clarke)
- Harris Suite (Ron Harris)
- 'Drakes' (Ted Drake)
- Bonetti (Peter Bonetti)
- Hollins (John Hollins)

Innen szokta nézni a tulajdonos, az orosz olajmilliárdos Roman Abramovics a Chelsea meccseit.
Ez a lelátó felelős áttételesen a 2000-es évek eleji financiális gondokért, mivel építése során olyan nagy költségek keletkeztek, hogy a klubot el kellett adnia Ken Bates-nek, a klub akkori menedzserének a törlesztőrészletek nagysága miatt. A Fulham Road felől megközelítve a stadiont ennek a lelátónak a bejáratát pillanthatjuk meg. Mivel a metróval közlekedők a Fulham Road felől jönnek, ez a stadion „hivatalos” bejárata.

## A jövő
A terület, a pálya és a Chelsea névhasználati joga a szurkolók által alapított részvénytársaság, a Chelsea Pitch Owners (magyarul Chelsea Pálya Tulajdonosok) birtokában van. A CPO-t azért hozták létre, hogy a stadion ne kerülhessen újra más tulajdonosokhoz, de ez azt is eredményezi, hogy ha a klub új arénába szeretne költözni, akkor a Chelsea FC nevet továbbá már nem használhatná.
Mivel mindig telt ház van, ezért felmerült a gondolat, hogy a Bridge-et további 10 ezer hellyel kibővítenék, de ez nem igazán lehetséges, mivel az 51 000 négyzetméteres területet főút és két vasútvonal zárja körül. Ezt a hírt azonban a klub soha nem erősítette meg, de nem is cáfolta.

## Rekordok
Legnagyobb nézettség: 82 905 fő az Arsenal ellen 1935. október 12-én (nem hivatalos források szerint azonban több meccs is elérte a 100 000 fős nézőszámot)
Legkisebb nézettség: 3000 fő Chelsea a Lincoln ellen 1906-ban

### Átlag nézőszámok
- Premier League
  - 1992–93: 18 754
  - 1993–94: 19 211
  - 1994–95: 21 062
  - 1995–96: 25 598
  - 1996–97: 27 617
  - 1997–98: 33 387
  - 1998–99: 34 571
  - 1999–00: 34 532
  - 2000–01: 34 700
  - 2001–02: 38 834
  - 2002–03: 39 784
  - 2003–04: 41 234
  - 2004–05: 41 870
  - 2005–06: 41 902
  - 2006–07: 41 909
  - 2007–08: 41 397
  - 2008–09: 41 464

## Nemzetközi mérkőzések
- 1909. december 11. - Anglia amatőrök 9-1 Hollandia
- 1913. április 5. - Anglia 1-0 Skócia
- 1929. november 20. - Anglia 6-0 Wales
- 1932. december 7. - Anglia 4-3 Ausztria
- 1946. május 11. - Anglia 4-1 Svájc[8]

## Képgaléria

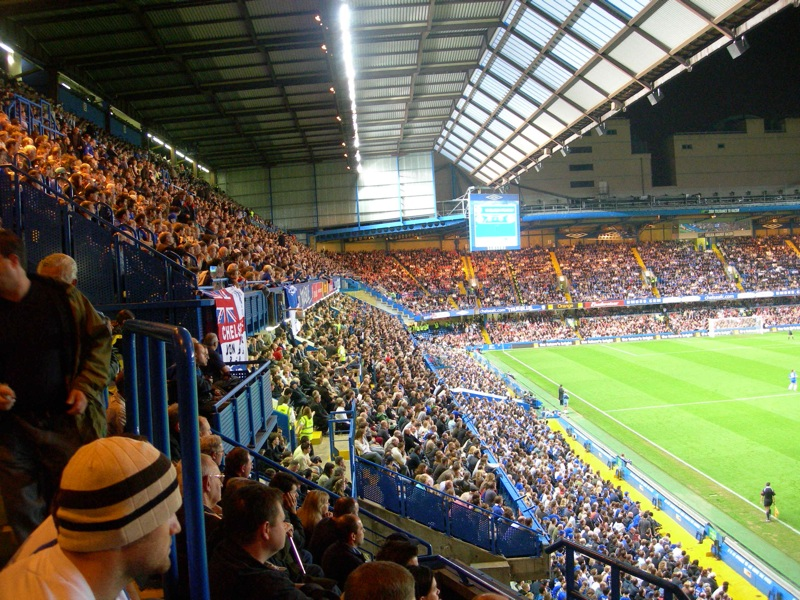

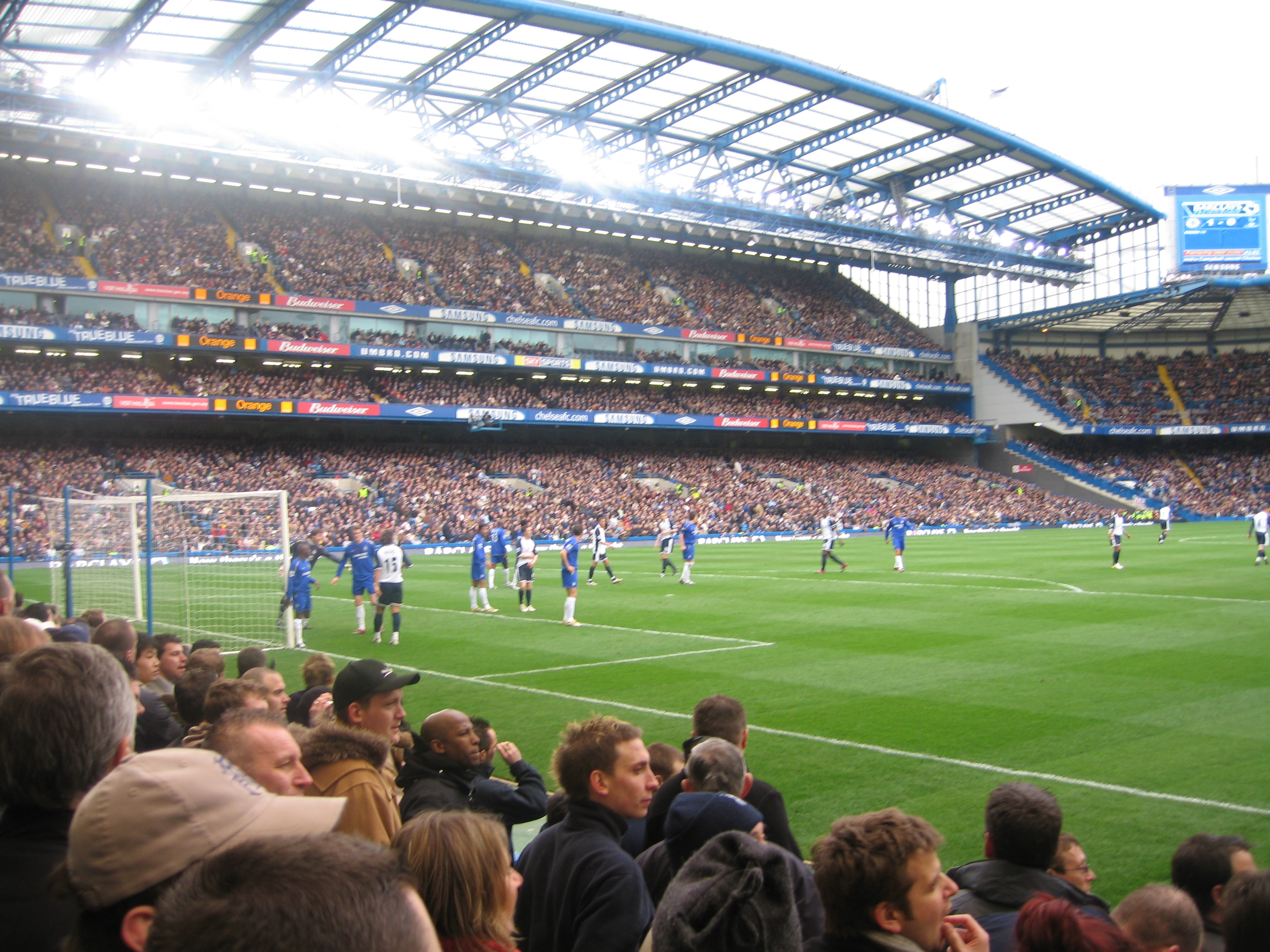

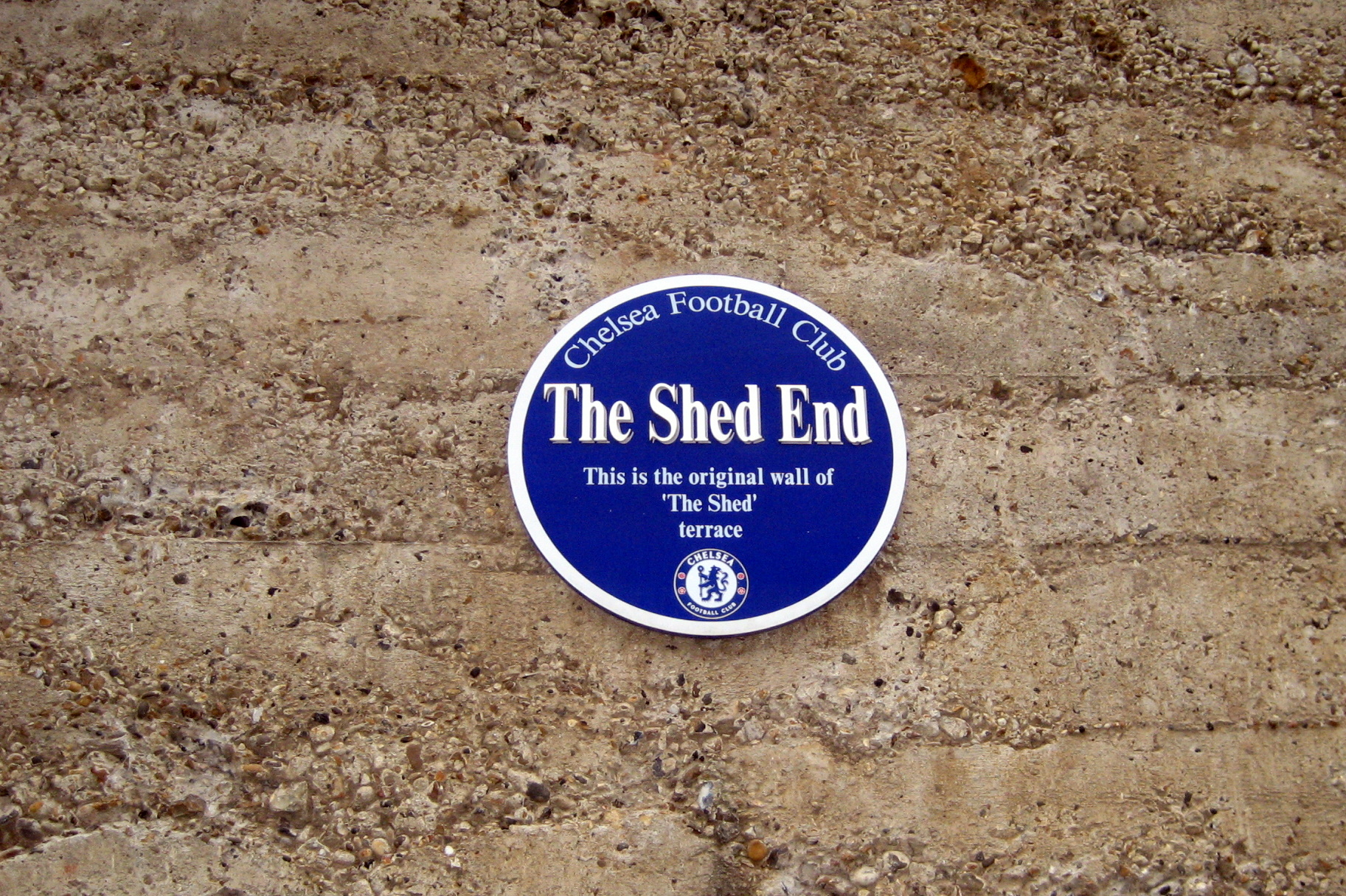

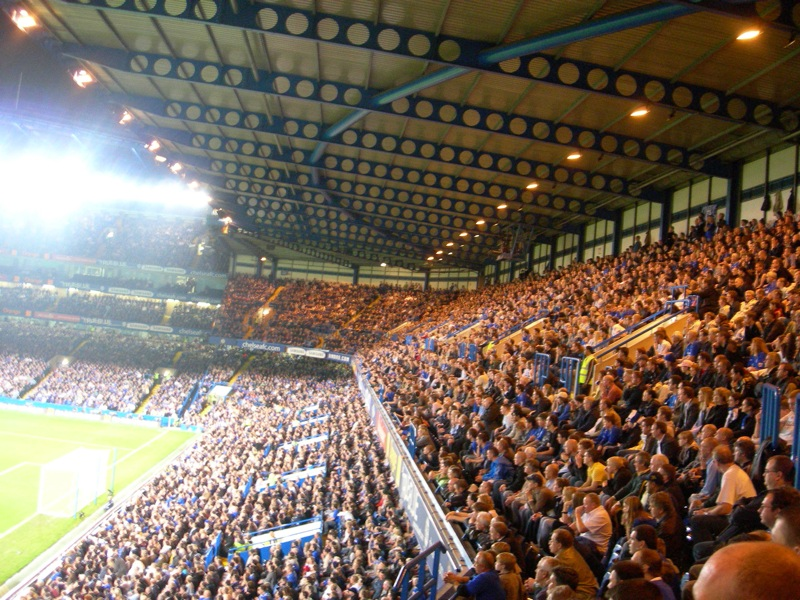

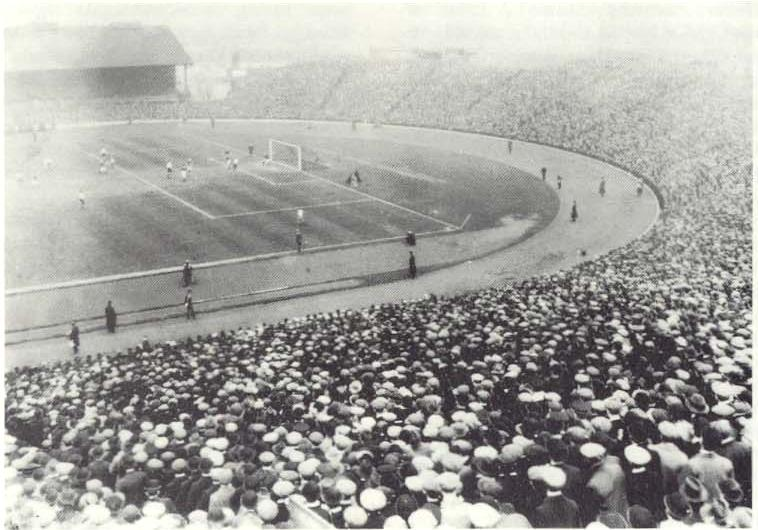

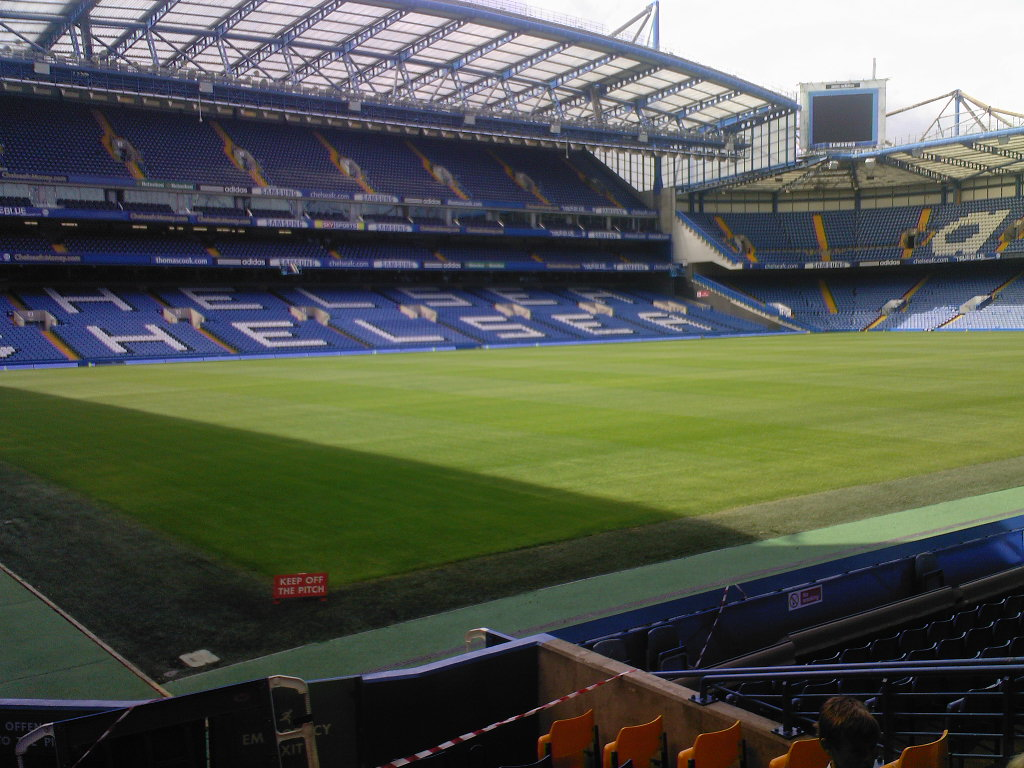

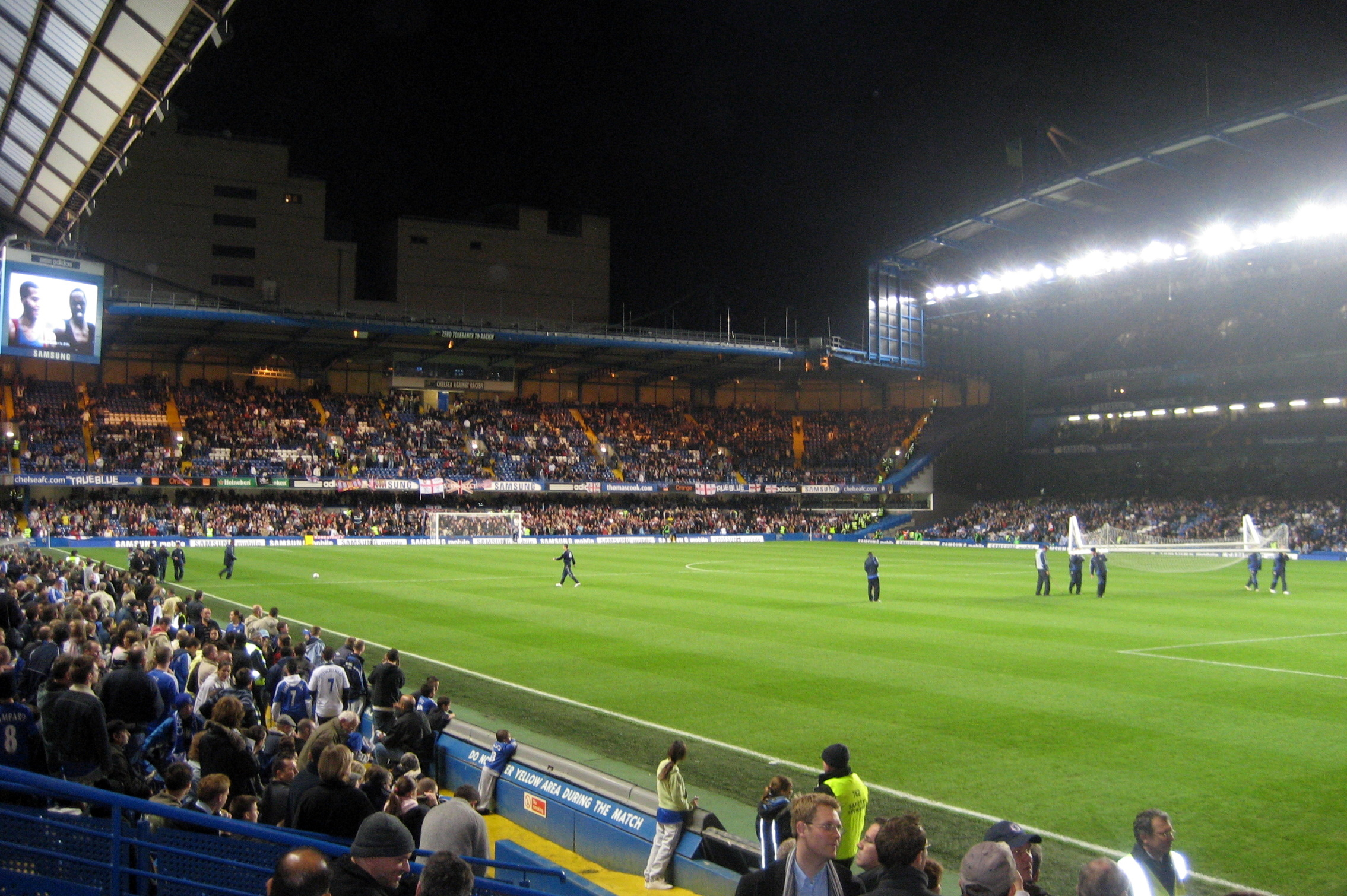

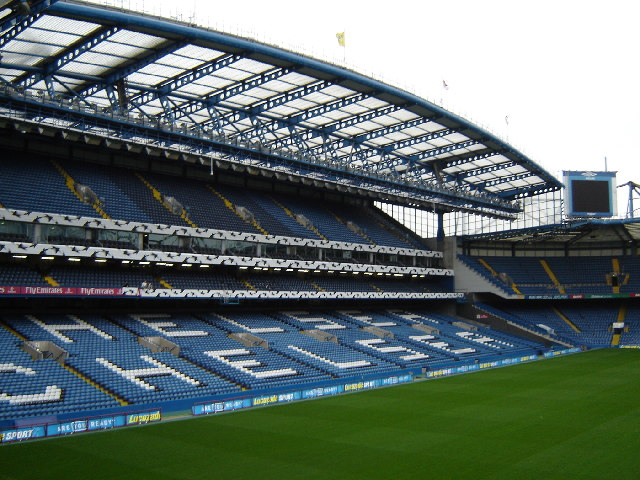

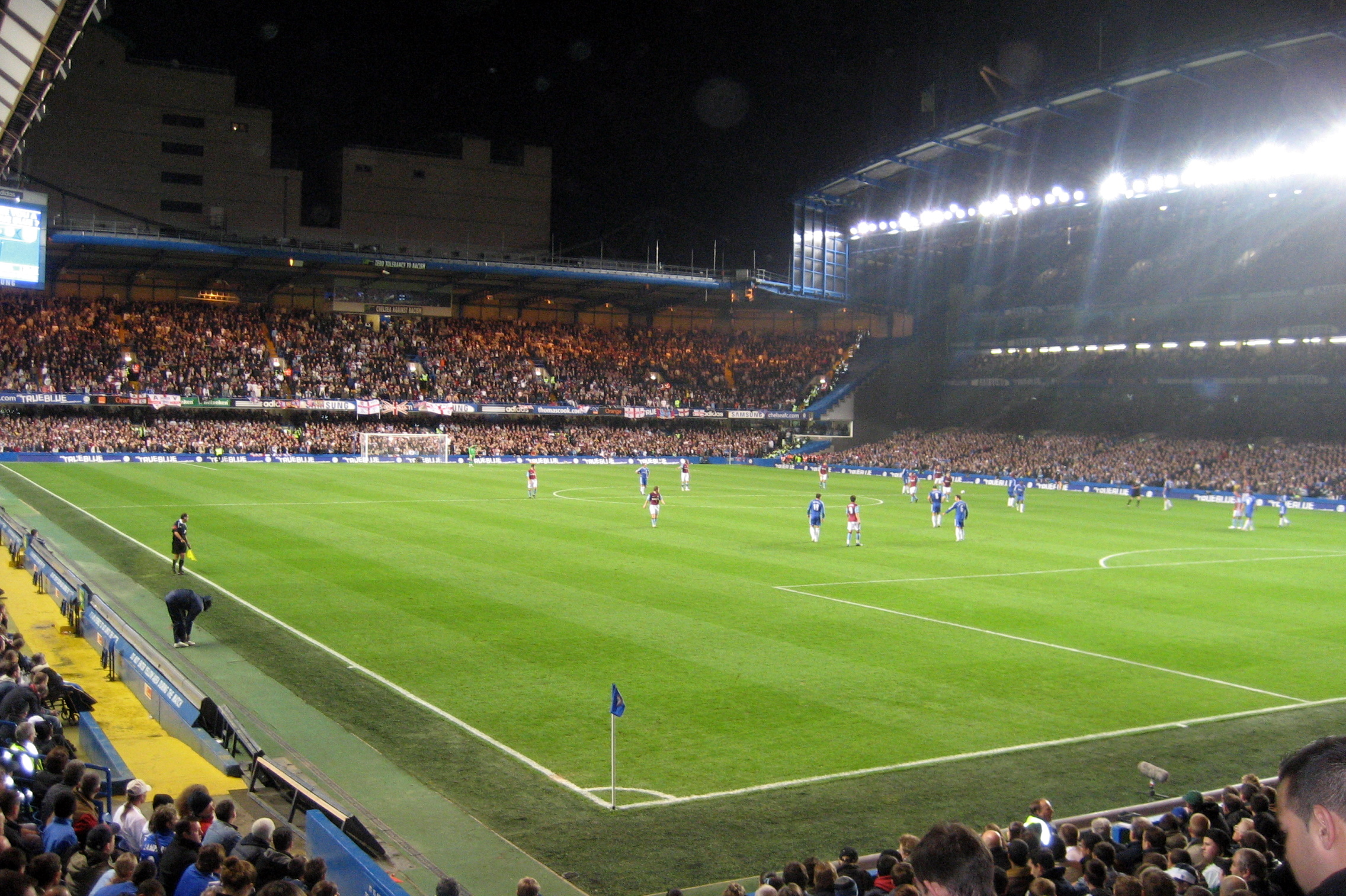

## A Stamford Bridge-n lejátszottFA kupadöntők
| Év   | Nézettség | Győztes           |   | Vesztes                 |   |
| ---- | --------- | ----------------- | - | ----------------------- | - |
| 1920 | 50,018    | Aston Villa       | 1 | Huddersfield Town       | 0 |
| 1921 | 72,805    | Tottenham Hotspur | 1 | Wolverhampton Wanderers | 0 |
| 1922 | 53,000    | Huddersfield Town | 1 | Preston North End       | 0 |